# Geneesmiddelvervalsing
Bij geneesmiddelvervalsing worden geneesmiddelen geproduceerd die verlaagde of zelfs geen concentratie aan actieve stoffen bevatten. De merkhouder verliest zo zijn inkomsten en/of royalty's. De koper van zijn kant wordt niet alleen bedrogen, maar het kan ook levensbedreigend zijn op korte of lange termijn. Te lage doseringen van antibiotica werken bovendien antibioticaresistentie in de hand.

## Situatie in de Lage Landen
In Belgische en Nederlandse apotheken kunnen deze vervalste geneesmiddelen niet worden aangeboden, maar buiten het reguliere circuit kan men ze verkrijgen: via het internet kan men bijvoorbeeld gemakkelijk (al dan niet echte) Viagra kopen. De lucrativiteit van deze handel wordt aangetoond door het grote aandeel van de spam-e-mails die deze producten aanprijzen.

### Wettelijke aspecten
In Nederland is het vervalsen van geneesmiddelen een misdrijf volgens Artikel 330 van het Wetboek van strafrecht. Het wordt gestraft met gevangenisstraf van ten hoogste drie jaren of een geldboete.

## Situatie in andere landen
In Afrika circuleren geneesmiddelen (antibiotica en hiv-remmers) in perfect nagemaakte verpakkingen. Ze worden geproduceerd door reguliere geneesmiddelfabrikanten die ook originele en generische geneesmiddelen produceren. Via vrijhavens als Mauritius en Zanzibar worden ze ingevoerd door criminele organisaties.